# Direcção dos Serviços para os Assuntos da Sede do Governo
A Direcção dos Serviços para os Assuntos da Sede do Governo (em chinês: 政府總部事務局) é uma agência do Governo da Região Administrativa Especial de Macau que opera sob a direção direta do Chefe do Executivo. Foi criada oficialmente em 1 de fevereiro de 2021, através do Regulamento Administrativo n.º 44/2020, com o objetivo de integrar e otimizar as funções administrativas, técnicas e protocolares do Governo da RAEM, anteriormente dispersas entre vários gabinetes de apoio.
A sua missão inclui o fornecimento de apoio administrativo, financeiro, logístico, técnico e jurídico aos gabinetes do Chefe do Executivo e dos cinco Secretários, bem como a organização de atividades protocolares e cerimónias oficiais, gestão de assuntos consulares não diplomáticos, segurança interna da sede do governo e coordenação da comunicação e sistemas informáticos dos serviços centrais. A Direcção desempenha também outras funções que lhe sejam atribuídas pelo Chefe do Executivo.
A sede do organismo localiza-se na Rua do Príncipe, n.º 20, no centro de Macau.

## História
A Direcção dos Serviços para os Assuntos da Sede do Governo (DSASG) foi criada por meio do Regulamento Administrativo n.º 44/2020, publicado em 28 de dezembro de 2020, que definiu a sua estrutura organizacional e funcionamento, marcando o início da fusão entre o antigo Gabinete de Apoio à Sede do Governo e o Gabinete de Protocolo e Relações Públicas.
O organismo entrou em funcionamento em 1 de fevereiro de 2021, conforme comunicado oficial, tendo ocorrido no mesmo dia o juramento dos seus primeiros dirigentes, acompanhando a migração de contactos e endereços eletrónicos consolidados no âmbito da nova estrutura institucional.
Naquela data, também cessou a operação autónoma do Gabinete de Protocolo, Relações Públicas e Assuntos Externos (criado em 1 de setembro de 2012 por despacho do Chefe do Executivo), cujas funções foram integralmente incorporadas na DSASG.
O cargo inaugural de Diretor foi assumido por Lau Koon Lei (劉軍勵), chefe da DSASG desde o primeiro dia de atividade em 2021 até 31 de janeiro de 2024. Em 1 de fevereiro de 2024, Lei Chi San (雷子燊) foi nomeado para sucedê-lo, sendo o atual diretor do organismo.
Além disso, em 15 de maio de 2023, ocorreu um ajuste na alocação de pessoal da DSASG por meio da Ordem Executiva n.º 19/2023, refletindo a evolução contínua das suas responsabilidades e capacidade operacional.

## Competências
A Direcção dos Serviços para os Assuntos da Sede do Governo (DSASG) tem como principal missão prestar apoio administrativo, técnico e logístico ao Chefe do Executivo e aos Gabinetes dos Secretários, assegurando o funcionamento eficaz da sede do governo da RAEM.
De acordo com o Regulamento Administrativo n.º 44/2020, as competências da DSASG incluem:
- Prestar apoio administrativo, financeiro, logístico e jurídico ao Chefe do Executivo e aos cinco Secretários;
- Assegurar a gestão dos recursos humanos e materiais dos gabinetes tutelados pelo Chefe do Executivo;
- Coordenar os serviços de tradução, interpretação e revisão linguística nas línguas oficiais;
- Gerir as infraestruturas e sistemas de tecnologias de informação da sede do governo;
- Organizar e executar atividades protocolares oficiais, como cerimónias de condecoração, visitas de Estado e receções formais;
- Tratar de assuntos consulares não diplomáticos, incluindo a ligação com representantes estrangeiros em Macau;
- Garantir a segurança interna, receção ao público e manutenção das instalações do Palácio do Governo;
- Executar quaisquer outras funções que lhe sejam atribuídas diretamente pelo Chefe do Executivo.

Além disso, a DSASG promove a integração de sistemas e partilha de informação entre os gabinetes centrais, contribuindo para a eficiência organizacional e a modernização administrativa do governo da RAEM.

## Estrutura orgânica
|                            |                            |                            |                            |                                 |                            |                                 |                                 |                                 |                                 |                                 |                                 | Diretor                         | Diretor                         | Diretor | Diretor | Diretor               | Diretor               |                                          |                                          | Gabinete do Diretor                      | Gabinete do Diretor                      | Gabinete do Diretor                      | Gabinete do Diretor                      | Gabinete do Diretor | Gabinete do Diretor |                                                      |                                                      |                                                      |                                                      |                                                      |                                                      |  |  |  |  |  |  |  |  |  |  |  |  |
|                            |                            |                            |                            |                                 |                            |                                 |                                 |                                 |                                 |                                 |                                 | Diretor                         | Diretor                         | Diretor | Diretor | Diretor               | Diretor               |                                          |                                          | Gabinete do Diretor                      | Gabinete do Diretor                      | Gabinete do Diretor                      | Gabinete do Diretor                      | Gabinete do Diretor | Gabinete do Diretor |                                                      |                                                      |                                                      |                                                      |                                                      |                                                      |  |  |  |  |  |  |  |  |  |  |  |  |
|                            |                            |                            |                            |                                 |                            |                                 |                                 |                                 |                                 |                                 |                                 | Subdiretor                      |                                 |         |         |                       |                       |                                          |                                          |                                          |                                          |                                          |                                          |                     |                     |                                                      |                                                      |                                                      |                                                      |                                                      |                                                      |  |  |  |  |  |  |  |  |  |  |  |  |
|                            |                            |                            |                            |                                 |                            |                                 |                                 |                                 |                                 |                                 |                                 |                                 |                                 |         |         |                       |                       |                                          |                                          |                                          |                                          |                                          |                                          |                     |                     |                                                      |                                                      |                                                      |                                                      |                                                      |                                                      |  |  |  |  |  |  |  |  |  |  |  |  |
|                            |                            |                            |                            |                                 |                            |                                 |                                 |                                 |                                 |                                 |                                 |                                 |                                 |         |         |                       |                       |                                          |                                          |                                          |                                          |                                          |                                          |                     |                     |                                                      |                                                      |                                                      |                                                      |                                                      |                                                      |  |  |  |  |  |  |  |  |  |  |  |  |
|                            |                            |                            |                            | Divisão de Apoio Administrativo |                            |                                 |                                 |                                 |                                 |                                 |                                 |                                 |                                 |         |         |                       |                       |                                          |                                          |                                          |                                          |                                          |                                          |                     |                     |                                                      |                                                      |                                                      |                                                      |                                                      |                                                      |  |  |  |  |  |  |  |  |  |  |  |  |
|                            |                            |                            |                            |                                 |                            |                                 |                                 |                                 |                                 |                                 |                                 |                                 |                                 |         |         |                       |                       | Divisão de Protocolo e Relações Públicas | Divisão de Protocolo e Relações Públicas | Divisão de Protocolo e Relações Públicas | Divisão de Protocolo e Relações Públicas | Divisão de Protocolo e Relações Públicas | Divisão de Protocolo e Relações Públicas |                     |                     | Divisão de Tecnologias da Informação e Apoio Técnico | Divisão de Tecnologias da Informação e Apoio Técnico | Divisão de Tecnologias da Informação e Apoio Técnico | Divisão de Tecnologias da Informação e Apoio Técnico | Divisão de Tecnologias da Informação e Apoio Técnico | Divisão de Tecnologias da Informação e Apoio Técnico |  |  |  |  |  |  |  |  |  |  |  |  |
|                            |                            |                            |                            |                                 |                            |                                 |                                 |                                 |                                 |                                 |                                 |                                 |                                 |         |         |                       |                       | Divisão de Protocolo e Relações Públicas | Divisão de Protocolo e Relações Públicas | Divisão de Protocolo e Relações Públicas | Divisão de Protocolo e Relações Públicas | Divisão de Protocolo e Relações Públicas | Divisão de Protocolo e Relações Públicas |                     |                     | Divisão de Tecnologias da Informação e Apoio Técnico | Divisão de Tecnologias da Informação e Apoio Técnico | Divisão de Tecnologias da Informação e Apoio Técnico | Divisão de Tecnologias da Informação e Apoio Técnico | Divisão de Tecnologias da Informação e Apoio Técnico | Divisão de Tecnologias da Informação e Apoio Técnico |  |  |  |  |  |  |  |  |  |  |  |  |
|                            |                            |                            |                            |                                 |                            |                                 |                                 |                                 |                                 |                                 |                                 |                                 |                                 |         |         |                       |                       |                                          |                                          |                                          |                                          |                                          |                                          |                     |                     |                                                      |                                                      |                                                      |                                                      |                                                      |                                                      |  |  |  |  |  |  |  |  |  |  |  |  |
|                            |                            |                            |                            |                                 |                            |                                 |                                 |                                 |                                 |                                 |                                 |                                 |                                 |         |         |                       |                       |                                          |                                          |                                          |                                          |                                          |                                          |                     |                     |                                                      |                                                      |                                                      |                                                      |                                                      |                                                      |  |  |  |  |  |  |  |  |  |  |  |  |
| Secção de Recursos Humanos | Secção de Recursos Humanos | Secção de Recursos Humanos | Secção de Recursos Humanos | Secção de Recursos Humanos      | Secção de Recursos Humanos |                                 |                                 | Secção Financeira e Patrimonial | Secção Financeira e Patrimonial | Secção Financeira e Patrimonial | Secção Financeira e Patrimonial | Secção Financeira e Patrimonial | Secção Financeira e Patrimonial |         |         | Núcleo de Informática | Núcleo de Informática | Núcleo de Informática                    | Núcleo de Informática                    | Núcleo de Informática                    | Núcleo de Informática                    |                                          |                                          |                     |                     |                                                      |                                                      |                                                      |                                                      |                                                      |                                                      |  |  |  |  |  |  |  |  |  |  |  |  |
| Secção de Recursos Humanos | Secção de Recursos Humanos | Secção de Recursos Humanos | Secção de Recursos Humanos | Secção de Recursos Humanos      | Secção de Recursos Humanos |                                 |                                 | Secção Financeira e Patrimonial | Secção Financeira e Patrimonial | Secção Financeira e Patrimonial | Secção Financeira e Patrimonial | Secção Financeira e Patrimonial | Secção Financeira e Patrimonial |         |         | Núcleo de Informática | Núcleo de Informática | Núcleo de Informática                    | Núcleo de Informática                    | Núcleo de Informática                    | Núcleo de Informática                    |                                          |                                          |                     |                     |                                                      |                                                      |                                                      |                                                      |                                                      |                                                      |  |  |  |  |  |  |  |  |  |  |  |  |
|                            |                            |                            |                            |                                 |                            |                                 |                                 |                                 |                                 |                                 |                                 |                                 |                                 |         |         |                       |                       |                                          |                                          |                                          |                                          |                                          |                                          |                     |                     |                                                      |                                                      |                                                      |                                                      |                                                      |                                                      |  |  |  |  |  |  |  |  |  |  |  |  |
|                            |                            |                            |                            |                                 |                            | Secção de Gestão de Instalações | Secção de Gestão de Instalações | Secção de Gestão de Instalações | Secção de Gestão de Instalações | Secção de Gestão de Instalações | Secção de Gestão de Instalações |                                 |                                 |         |         |                       |                       | Núcleo de Apoio Jurídico                 | Núcleo de Apoio Jurídico                 | Núcleo de Apoio Jurídico                 | Núcleo de Apoio Jurídico                 | Núcleo de Apoio Jurídico                 | Núcleo de Apoio Jurídico                 |                     |                     |                                                      |                                                      |                                                      |                                                      |                                                      |                                                      |  |  |  |  |  |  |  |  |  |  |  |  |
|                            |                            |                            |                            |                                 |                            | Secção de Gestão de Instalações | Secção de Gestão de Instalações | Secção de Gestão de Instalações | Secção de Gestão de Instalações | Secção de Gestão de Instalações | Secção de Gestão de Instalações |                                 |                                 |         |         |                       |                       | Núcleo de Apoio Jurídico                 | Núcleo de Apoio Jurídico                 | Núcleo de Apoio Jurídico                 | Núcleo de Apoio Jurídico                 | Núcleo de Apoio Jurídico                 | Núcleo de Apoio Jurídico                 |                     |                     |                                                      |                                                      |                                                      |                                                      |                                                      |                                                      |  |  |  |  |  |  |  |  |  |  |  |  |
|                            |                            |                            |                            |                                 |                            |                                 |                                 |                                 |                                 |                                 |                                 |                                 |                                 |         |         |                       |                       |                                          |                                          |                                          |                                          | Divisão de Ligação e Assuntos Consulares |                                          |                     |                     |                                                      |                                                      |                                                      |                                                      |                                                      |                                                      |  |  |  |  |  |  |  |  |  |  |  |  |
|                            |                            |                            |                            |                                 |                            |                                 |                                 |                                 |                                 |                                 |                                 |                                 |                                 |         |         |                       |                       |                                          |                                          |                                          |                                          |                                          |                                          |                     |                     |                                                      |                                                      |                                                      |                                                      |                                                      |                                                      |  |  |  |  |  |  |  |  |  |  |  |  |
|                            |                            |                            |                            |                                 |                            |                                 |                                 |                                 |                                 |                                 |                                 |                                 |                                 |         |         |                       |                       |                                          |                                          |                                          |                                          | Secção de Comunicação Externa            |                                          |                     |                     |                                                      |                                                      |                                                      |                                                      |                                                      |                                                      |  |  |  |  |  |  |  |  |  |  |  |  |